# На Запад (фильм, 1925)
«На Запад» (англ. Go West) — американская черно-белая немая кинокомедия Бастера Китона 1925 года.

## Сюжет
Молодой человек не может найти работу в своём родном городе и поэтому решается ехать на запад. Денег нет, он добирается с помощью товарных вагонов и по дороге выпадает из вагона. И оказывается на ранчо, где живут ковбои. Он решает пожить ковбойской жизнью.

## В ролях
- Ховард Трусдейл — владелец ранчо
- Кэтлин Майерс — его дочь
- Рэй Томпсон — мастер
- Браун Айс — камео
- Бастер Китон — одинокий парень
- Роско Арбакл — человек в универмаге
- Джо Китон — человек в парикмахерской
- Гас Леонард — владелец магазина
- Бейб Лондон — женщина в универмаге